# Jeanne Mance
Jeanne Mance (12. listopadu 1606 Langres – 18. června 1673 Montréal) byla francouzská zdravotní sestra a osadnice Nové Francie. Do Nové Francie přijela dva roky poté, co do Québecu přišly uršulinky. Patřila k zakladatelkám Montréalu v roce 1642 a v roce 1645 zde založila první nemocnici Hôtel-Dieu de Montréal. Dvakrát se vrátila do Francie, aby pro nemocnici získala finanční podporu. Poté, co po léta sama zajišťovala většinu péče, přijala v roce 1657 tři sestry z řádu špitálníků svatého Josefa a nadále řídila provoz nemocnice. Ve své době ji francouzští současníci znali pod jménem Jehanne Mance a angličtí jako Joan Mance.

## Život
Narodila se jako Jehanne Mance v měšťanské rodině v Langres, v departementu Haute-Marne ve Francii. Byla dcerou Catherine Émonnotové a Charlese Manceho, královského prokurátora v Langres, významné diecézi v severním Burgundsku. Po matčině smrti se Jeanne starala o jedenáct sourozenců. Také se starala o oběti třicetileté války a moru.
Ve svých 34 letech, během pouti do Troyes v Champagne, objevila Mance svou tužbu po misionářství. Rozhodla se odjet do Nové Francie v Severní Americe, která byla v té době v první fázi kolonizace Francouzi. Podporovala ji Anna Rakouská, manželka krále Ludvíka XIII., a jezuité. O sňatek v Nové Francii neměla zájem.
Mance byla členkou Société Notre-Dame de Montréal, do které ji přijal jezuitský misionář Charles Lallemant. Jejím cílem bylo obrátit domorodce na víru a založit v Montréalu nemocnici podobnou té v Québecu.
Mance se 9. května 1641 vydala z La Rochelle na cestu přes Atlantik, která trvala tři měsíce. Po přezimování v Québecu dorazila na jaře 1642 spolu s Paulem Chomedeyem de Maisonneuve na ostrov Montréal. Nové město založili 17. května 1642 na pozemcích přidělených guvernérem. Téhož roku začala Mance ve svém domě provozovat nemocnici.
O tři roky později (1645) otevřela díky daru 6 000 franků od Angélique Bullionové nemocnici v ulici Saint-Paul, jejíž provoz řídila 17 let. V roce 1688 byla postavena nová kamenná stavba a od té doby se nemocnice dále rozšiřovala.
V roce 1650 navštívila Mance Francii a vrátila se s 22 000 livry od vévodkyně d'Aiguillon na financování nemocnice (později byla částka zvýšena na 40 500 livrů). Po návratu do Montréalu zjistila, že kolonii ohrožují útoky Irokézů, proto půjčila peníze na nemocnici M. de Maisonneuveovi, který se vrátil do Francie, aby zorganizoval jednotku sta mužů na obranu kolonie.
V roce 1657 podnikla Mance druhou cestu do Francie, aby pro nemocnici získal finanční pomoc. Současně zajistila tři nemocniční sestry z řeholního řádu špitálníků svatého Josefa z kláštera La Fleche v Anjou: Judith Moreau de Bresoles, Catherine Mace a Marie Maillet. Zpáteční cesta byla velmi obtížná a zhoršila ji ještě epidemie moru na palubě, ale všechny čtyři ženy přežily. Zatímco se prelát François de Laval snažil sestry udržet v Québecu v místním špitálu, nakonec v říjnu 1659 dorazily do Montréalu. S pomocí nových sester mohla Mance zajistit další provoz nemocnice. Po zbytek svých let žila již klidněji.
Zemřela v roce 1673 a byla pohřbena v kostele nemocnice Hôtel-Dieu, své nemocnice. Zatímco kostel a její dům byly v roce 1696 zbourány kvůli přestavbě, v její práci pokračovali řeholní špitálníci svatého Josefa. Tři jeptišky, které přijala v roce 1659, sloužily jako správkyně nemocnice. O dvě století později, v roce 1861, byla nemocnice přestěhována na úpatí hory Royal.

## Pocta
- Malá soška (2008) představující Jeanne Mance od Andrého Gauthiera byla vytvořena na zakázku Kanadské asociace sester pro půlroční udělování ocenění za vynikající ošetřovatelské výkony.
- Po Mance je pojmenována ulice Rue Jeanne-Mance, severojižní ulice v Montréalu.
- Park Jeanne-Mance, který se nachází na Park Avenue naproti Mount Royal a jižně od Mount Royal Avenue, je pojmenován po Mance.
- Jeanne-Mance, čtvrť Plateau Mont-Royal.
- Budova Jeanne-Mance, která se nachází na Eglantine Driveway, Tunneys Pasture, Ottawa, Ontario, Kanada.
- Jeanne Mance Hall je kolej v areálu Vermontské univerzity. Nachází se naproti studentskému zdravotnímu středisku.
- Na náměstí Olivier-Lahalle v jejím rodném městě Langres byla Spolkem Langres – Montréal vztyčena socha (1968).[4]